# Geomyphilus kiowensis
Geomyphilus kiowensis är en skalbaggsart som beskrevs av Gordon och Salsbury 1999. Geomyphilus kiowensis ingår i släktet Geomyphilus och familjen Aphodiidae. Inga underarter finns listade i Catalogue of Life.